# Electronic Arts
Electronic Arts (anche nota come EA) è una società statunitense attiva nel settore dei videogiochi. Fondata il 28 maggio 1982 da Trip Hawkins, ha sede a Redwood City nella Contea di San Mateo, in California. Sviluppa, pubblica e distribuisce videogiochi.

## Storia

Precedente logo della società (1982-2000)

Fondata nel 1982 da Trip Hawkins dopo che questo lasciò la Apple Computer, nel 2011 ha lanciato sul mercato Origin, una piattaforma per la distribuzione digitale del suo parco titoli PC, ponendosi in competizione con la piattaforma Steam di Valve: questo ha causato tensione tra le parti, con conseguenze sul parco titoli disponibile su quest'ultima piattaforma. Infatti Battlefield 3 e Battlefield 4, Need for Speed: The Run, The Sims 3, SimCity e Mass Effect 3 sono vincolati a Origin, comportando quindi la loro assenza su Steam.
Nel novembre 2019 EA comincia a riproporre i suoi titoli su Steam (a partire da Star Wars: Jedi Fallen Order), pur mantenendo il vincolo di tenere Origin installato e in esecuzione durante la riproduzione dei suoi prodotti. Contestualmente Valve rende disponibile il servizio in abbonamento EA Play su Steam, che fornisce l'accesso ad un catalogo di videogiochi pubblicati da Electronic Arts; per la prima volta Valve accetta che un servizio in abbonamento di una casa di sviluppo approdi sulla sua piattaforma.
EA ha acquisito nel 2021 la britannica Codemasters; l'operazione segna un rafforzamento sul fronte racing dove lo sviluppatore inglese detiene le licenze di Formula 1 e WRC.

## Attività e sedi
Electronic Arts copre con i suoi titoli tutti i generi di videogioco: sport, azione, strategia, simulazione, arcade, giochi di ruolo e avventura. Il portafoglio EA comprende successi mondiali a tema sportivo, con brand EA Sports, quali le serie di FIFA Football, Madden NFL e NBA Live. Il brand EA Games include sia titoli totalmente proprietari come le serie di successo The Sims e Need for Speed, Battlefield, Mass Effect, Dragon Age e come ultima uscita il gioco di genere Battle Royal Apex Legends, sia giochi basati su celebri licenze cinematografiche come i titoli legati a Harry Potter, James Bond, Il padrino, Il Signore degli Anelli e Catwoman.
Tra i maggiori successi con brand EA Sports Big (riservato solo alle console) c'è la fortunata serie SSX. Il 12 ottobre 2007 Electronic Arts ha acquisito BioWare e Pandemic Studios per 860 milioni di dollari. A ottobre 2008, Electronic Arts pubblica i dati fiscali della compagnia, dove registra un calo dei profitti che le fa perdere 310 milioni di dollari e si trova costretta a licenziare circa 600 dipendenti.
Un'area di crescente sviluppo per EA è quella del supporto e dei servizi per l'online gaming. EA supporta sia la modalità online di PlayStation 2, PlayStation 3, PlayStation 4 di Sony che la piattaforma Xbox Live di Microsoft, così come continua a sviluppare nuove funzionalità online per personal computer.
Ha importanti gaming studios a Burnaby (nella Columbia Britannica), a Vancouver, Montréal (in Canada) e a Orlando, per citarne alcuni. Opera con la propria organizzazione commerciale in Austria, Australia, Barbados, Brasile, Canada, Cina, Corea, Danimarca, Finlandia, Francia, Germania, Giappone, Hong Kong, Italia (con sede a Milano dal 1997), Norvegia, Nuova Zelanda, Paesi Bassi, Porto Rico, Portogallo, Regno Unito, Romania, Singapore, Spagna, Stati Uniti, Sudafrica, Svezia, Svizzera, Thailandia e Taiwan.

## Etichette
Principalmente a seconda del genere di videogioco, Electronic Arts pubblica i suoi prodotti sotto diverse etichette:
- EA Mythic (giochi di genere MMORPG)
- EA Sports (simulazione realistiche di sport)
- EA Bright Light (titoli quali Harry Potter, EA Playground, Boogie, etc.)
- EA Mobile (giochi per telefoni cellulari, iPod, precedentemente nota come JAMDAT)
- The Sims (Maxis) (serie di videogiochi di simulazione vita reale)
- Electronic Arts Square, K.K., creata come collaborazione tra Square e Electronic Arts. Società controllata al 70% da EA e al 30% da Square, non ha mai goduto di grandi successi e dopo la fusione di Square con Enix l'etichetta è stata acquisita interamente da EA.

## Videogiochi famosi
Le principali serie edite da EA sono:
- Battlefield
- Command & Conquer
- Crysis
- Dead Space[5]
- Dragon Age
- EA Sports FC[5]
- Fight Night
- Harry Potter
- Titanfall
- Madden NFL
- Mass Effect
- Medal of Honor
- NBA Live
- NCAA Football
- Need for Speed[5]
- NHL
- Rock Band
- SimCity
- Spore
- Star Wars: Battlefront
- The Sims
- Skate
- SSX
- Il padrino

Nell'anno fiscale 2004, 27 titoli EA sono stati venduti a livello mondiale in oltre 1 milione di pezzi ciascuno e 6 serie hanno venduto più di 5 milioni di unità: si tratta del videogioco più venduto al mondo (The Sims), e anche di Need for Speed, Medal of Honor, FIFA, Il Signore degli Anelli e Madden NFL.

## Centri EA
La società, tramite acquisizioni e assunzioni interne, ha creato un ampio numero di studios di sviluppo per videogiochi, alcuni sono tuttora in attività, altri sono stati chiusi nel corso degli anni.

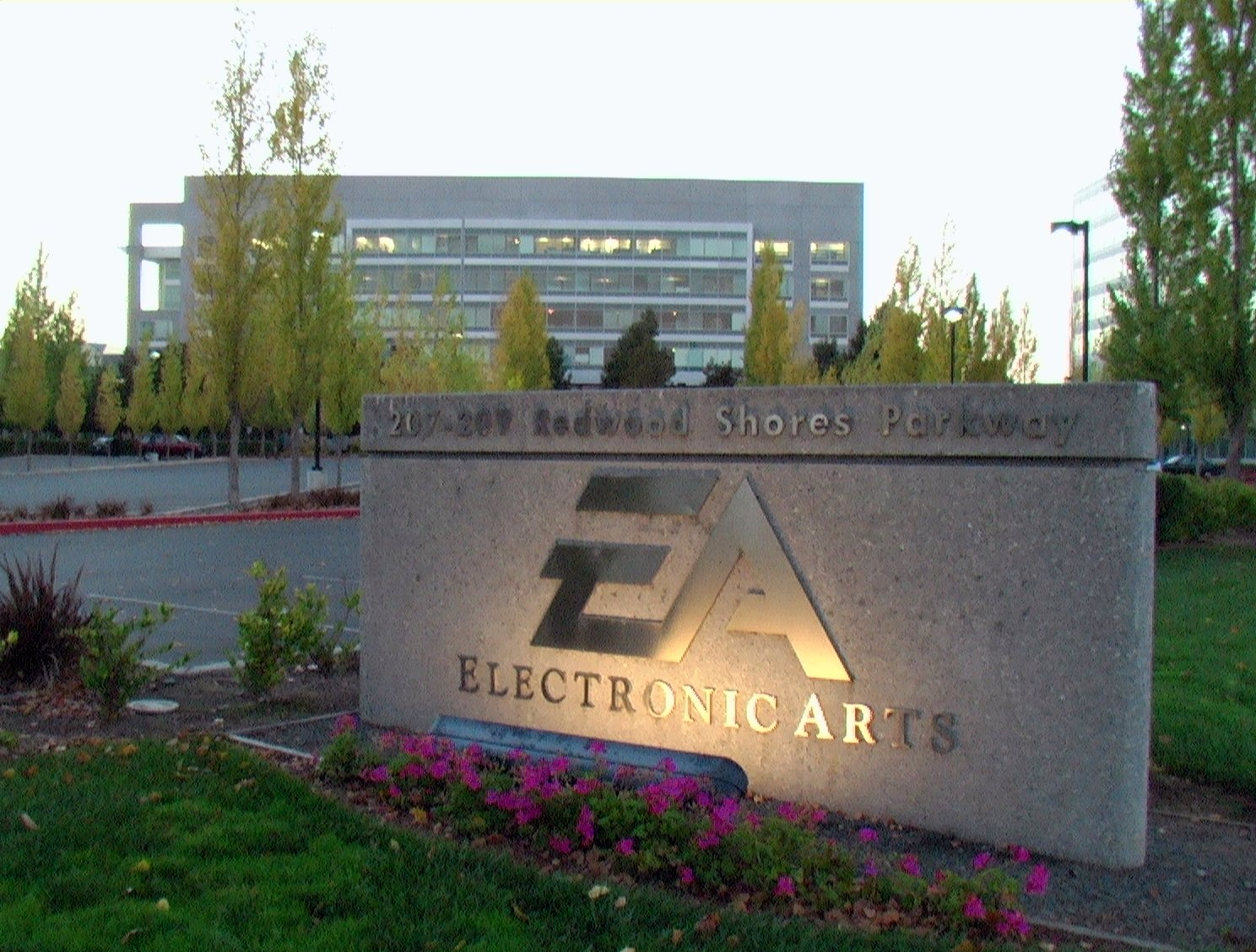
Ingresso della sede centrale della EA a Redwood Shores

### Attivi
- EA Italia, Milano
- EA Mobile India, Hyderabad
- EA Motive, Montréal
- Codemasters
- Criterion Software a Guildford Regno Unito
- Digital Illusions Creative Entertainment a Stoccolma Svezia
- EA Canada a Burnaby Columbia Britannica
- EA China in Shanghai Cina
- EA Los Angeles a Los Angeles, California
- EA Mobile
- EA Montreal a Montréal Québec
- EA Casual Entertainment
- EA Mythic a Fairfax (Virginia)
- EA Korea a Seul Corea del Sud
- EA Byrnest a Mount Sinai New York
- EA Redwood Shores (attualmente nota con il nome Visceral Games) a Redwood City California
- EA Singapore
- EA Bright Lite Guildford, Surrey
- EA Phenomic a Ingelheim Germania
- EA Tiburon a Maitland (Florida)
- EA Salt Lake a Bountiful Utah (precedentemente Headgate Studios)
- EIS (European Integration Studio) a Madrid Spagna
- EA Mobile Romania Bucarest in Romania
- BioWare a Edmonton Canada e Austin Texas dal gennaio 2008
- The Sims Studio, dedicato alla serie The Sims da The Sims 3 in avanti. Dopo molti anni di successo con la serie The Sims, la Electronic Arts ha deciso di trasferire tutte le fasi dello sviluppo del videogioco dallo sviluppatore originale, la Maxis, alla divisione The Sims Studio, creata appositamente. Nel corso del 2008 Rod Humble è stato scelto come capo dello studio, mentre alla Maxis è stato dato il compito di occuparsi del progetto successivo della EA (Spore) fino a quando venne prodotto The Sims 4 dove il progetto venne riassegnato alla Maxis[9][10].

### Chiusi
- Original HQ a San Mateo California, trasferito a Redwood City nel 1998.
- Origin Systems a Austin Texas acquisito nel 1992, chiuso nel 2004.
- Bullfrog Productions a Surrey, Inghilterra acquisito nel 1995, chiuso nel 2001.
- EA Baltimore in Baltimora creato nel 1995 come parte di Origin, chiuso nel 2001.
- Kesmai (noto precedentemente come GameStorm); acquisito nel 1999, chiuso nel 2001.
- EA Seattle a Seattle, Washington, precedentemente Manley & Associates acquisito nel 1996, chiuso nel 2002.
- Westwood Studios a Las Vegas Nevada acquisito nel 1998, chiuso nel 2003.
- EA Pacific (nota per un certo periodo anche come Westwood Pacific) a Irvine (CA) precedentemente parte di Virgin Interactive, acquisita con Westwood nel 1998, chiuso nel 2003.
- DICE Canada a London. L'acquisizione della casa madre Digital Illusions Creative Entertainment è stata completata il 2 ottobre 2006 e poche ore dopo lo studio è stato chiuso.
- EA Japan a Tokyo, Giappone chiusa durante una ristrutturazione delle filiali.
- EA UK a Chertsey Regno Unito.
- EA Chicago a Chicago, chiusa il 6 novembre 2007 dopo aver fallito il raggiungimento dei profitti stabiliti dal budget.[11]
- Pandemic Studios a Los Angeles, USA chiuso nel 2009.
- EA Black Box a Vancouver chiusa nel 2013.
- Maxis Emeryville, chiuso il 4 marzo 2015.
- Visceral Games, chiuso il 17 ottobre 2017